# Ammoides pusilla
Ammoides pusilla är en växtart i släktet Ammoides och familjen flockblommiga växter. Den beskrevs först av Felix de Silva Avellar Brotero som Seseli pusillum, och fick sitt nu gällande namn av Maurice A.F. Breistroffer 1947.
Arten är en ettårig ört som förekommer runt Medelhavet.